# La difesa della razza
La difesa della razza (dt.: Die Verteidigung der Rasse) war eine italienische faschistische Zeitschrift.
Sie erschien vom 5. August 1938 bis zum 20. Juni 1943 und befasste sich vor allem mit der pseudowissenschaftlichen Begründung der Überlegenheit der „arischen Rasse“ gegenüber der „jüdischen“ und anderen angeblich geringerwertigen Rassen.
Herausgeber war mit Telesio Interlandi einer der einflussreichsten faschistischen Journalisten. Unter seinen Mitarbeitern war Giorgio Almirante, später ein hochrangiges Mitglied des neofaschistischen Movimento Sociale Italiano (MSI). Einer der Hauptautoren war Julius Evola, der 1937 die Protokolle der Weisen von Zion in der italienischen Version von Giovanni Preziosi publiziert hatte und ebenfalls später zu einer zentralen Figur des italienischen Rechtsextremismus wurde. La difesa della razza war der Hauptschauplatz der Debatte zwischen den Intellektuellen, die den Rassismus „geistig-spirituell“ (Evola), und jenen, die ihn in Anlehnung an Nazideutschland anthropologisch bzw. biologisch begründen wollten.